# 3088 Jinxiuzhonghua
3088 Jinxiuzhonghua este un asteroid din centura principală, descoperit pe 24 octombrie 1981, de Observatorul Zijinshan.